# Старо купатило са базенима 3 и 4 у Нишкој Бањи
Старо купатило са базенима 3 и 4 у Нишкој Бањи је грађевина која је обновљена 1934. године на остацима турског купатила. С обзиром да представља значајну историјску грађевину, проглашена је непокретним културним добром Републике Србије. Налази се у Нишкој Бањи, под заштитом је Завода за заштиту споменика културе Ниш.

## Историја
Старо купатило са базенима 3 и 4 у Нишкој Бањи се налази на територији града Ниша, у Нишкој Бањи на Тргу Републике б.б. на катастарској парцели број 1121. Споменик културе је најстарија профана грађевина на подручју Нишке Бање. Налази се у централном простору, у парку, на благом узвишењу изнад Новог купатила и у подножју Бањског брда. Зграда је обновљена 1934. године на остацима турског мушког и женског купатила подигнутог над римском каптажом главног врела. Приземна је грађевина издужене правоугаоне основе са благим падом према хотелу Озрен. Централно место имају осмоугаони базен број 3 и правоугаони базен број 4, поред којих су смештене гардеробе, ординације, пратеће просторије и санитарни блок, док је сала инхалаторијума смештена у североисточном делу зграде. Саграђена је у еклектичком духу. Северозападни улазни портал изведен у пуној храстовини се издваја уметничко-занатским квалитетима. Због архитектонских карактеристика, историјских вредности и балнеолошких својстава овај споменик културе од посебног је културног и историјског значаја. У централни регистар је уписан 14. фебруара 2005. под бројем СК 1916, а у регистар Завода за заштиту споменика културе Ниш 7. августа 2001. под бројем СК 350.